# Bèta-barrel
| |  |                                                                                     |
| 18-strengse β-barrel. Deze maakt onderdeel uit van de porine van de bacterie S. typhimurium die sucrose doorlaat (PDB: 1A0S). |  | 8-strengs β-barrel. Retinol-bindind proteïne (RBD) met retinol (blauw) (PDB: 1RBP). |

De bèta-barrel of het bèta-vat is een vouwingspatroon in eiwitten bestaande uit herhalende bèta-platen die in een cilindrische conformatie zijn gedraaid. Beta-barrels zijn vernoemd naar hun gelijkenis met vaten (Engels: barrels) waarin men vloeistoffen bewaart. De meeste bèta-barrels zijn wateroplosbare eiwitten die een hydrofoob ligand kunnen binden. Ze komen ook voor in de buitenste membranen van bacteriën en organellen waar ze selectief doorlatend membraaneiwit vormen als onderdeel van porines. Maar liefst 2–3% van de genen van gramnegatieve bacteriën coderen voor bèta-barrels in de buitenste membranen.
Over het algemeen bestaan de β-strengen van een bèta-barrel uit afwisselende polaire en apolaire aminozuren. De apolaire aminozuren wijzen naar binnen en vormen een hydrofobe kern. De polaire aminozuren wijzen naar de buitenkant (naar het omliggende water). Bij membraaneiwitten die bèta-barrels bevatten, is dit patroon omgekeerd: de hydrofobe residuen wijzen dan naar buiten en zijn in contact met de omringende lipiden.
Bèta-barrels kunnen worden geclassificeerd in termen van twee parameters: het aantal β-strengen in de bèta-plaat (n) en de zogenaamde shear number (s), een maat voor de afschuiving van de eerste en de laatste streng. Deze twee parameters (n en s) zijn evenredig aan de hellingsgraad van de β-strengen ten opzichte van de lengte-as van de bèta-barrel.